# Dwergborstelbekertje
Het dwergborstelbekertje (Lasiobolus papillatus) is een schimmel die behoort tot de familie Ascodesmidaceae. Het leeft saprotroof op mest van koeien, paarden, schapen, reeën en herten.

## Kenmerken
De ascomata (vruchtlichamen) zijn zittend, meten 0,5 tot 1,2 mm in diameter, hebben haren en zijn oranje tot geel van kleur.
De asci zijn 8-sporig en cilindrisch van vorm. De ascosporen zijn glad en meten 19-20 × 10-11. Meestal ongesepteerde seta.

## Verspreiding
Het dwergborstelbekertje komt in Nederland vrij algemeen voor. Het staat op de rode lijst en is niet bedreigd.